# Roland Mell
Roland Mell (* 3. Juni 1954 in Berlin) ist ein deutscher Komponist, Dirigent und Pianist. Seit 1994 ist er Künstlerischer Leiter des 1943 von Hans von Benda gegründeten Berliner Kammerorchesters, das in dieser Form bis 1973 bestand und 1994 von Mell neu etabliert wurde. Seit 2010 ist er zudem Künstlerischer Leiter des neu gegründeten Sinfonischen Konzertorchesters Berlin.

## Leben
Nach dem Abitur 1973 am Evangelischen Gymnasium zum Grauen Kloster studierte Mell Slawistik, Musikwissenschaft, Kirchenmusik, Germanistik und Schulmusik an der Hochschule der Künste und erhielt Kompositionsunterricht bei Heinrich Poos. Es schlossen sich eine Assistenz an der Deutschen Oper Berlin bei Rafael Frühbeck de Burgos sowie erste Erfahrungen mit dem Musiktheater am Stadttheater Gießen mit eigener Bühnenmusik zu Colombe von Jean Anouilh an.

## Künstlerische Arbeit
Nachdem er 1992 als Studienrat für Deutsch und Musik den Schuldienst nach zehn Jahren auf eigenen Wunsch beendet hatte, wirkte er als Dozent für Dirigieren an der Bundesakademie für musikalische Jugendbildung Trossingen sowie als Juror bei den Wettbewerben Jugend musiziert und Deutscher Orchesterwettbewerb.
Von 1992 bis 2012 arbeitete er als Pianist, Komponist und Musikalischer Leiter bei dem Berliner Kabarett-Theater Die Stachelschweine.
Tätigkeiten als Gastdirigent führten ihn ins europäische Ausland sowie in den Libanon und in die Türkei. Im Berliner Dom und im Kloster Chorin brachte er mit der Camerata Instrumentale Berlin das sinfonische Chor-Oratorium La vita nuova von Ermanno Wolf-Ferrari zur Aufführung. 1997 folgten Berliner Erstaufführungen von Triptychon von Nikolai Badinski, Divertimento von Werner Thärichen und Concertino für Klarinette und Orchester von Klaus Wüsthoff. Im Leipziger Gewandhaus leitete er mit dem Westsächsischen Symphonieorchester die Uraufführungen des Konzert für Domra und Orchester von Anatoly Kusiakov sowie Das verrückte Orchesterkonzert von Ines Mainz. Ebenfalls dort führte er mehrfach das Kuscheltierkonzert von Klaus Wüsthoff auf. Von 2005 bis 2011 dirigierte er mit der Nordböhmischen Philharmonie Teplice die musikalische Lasershow Flames of Classic (50 Aufführungen) sowie 2012 das Konzert Feuerblumen und Klassik Open Air im Britzer Garten.
Auf Deutschland-Tourneen absolvierte er 2002 mit der Sängerin Barbara Thalheim unter dem Motto Deutsch zu sein bedarf es wenig 20 Konzerte und brachte 2009 Die Zauberflöte 30-mal zur Aufführung.
In Zusammenarbeit mit der Stiftung Preußische Schlösser und Gärten präsentiert er seit 1993 mit Mitgliedern des Berliner KammerOrchesters jährlich die winterlichen Wandelkonzerte sowie im Sommer die Serenadenkonzerte im Schloss Charlottenburg.

## Werkverzeichnis
- Klavierstück Y für Klavier solo, 1973
- Bonjour Paris, Walzer für Akkordeon solo, 1975
- Walzer d-Moll für Klavier als Bühnenstück im Stadttheater Gießen zu Jean Anouilhs Colombe, 1983
- Cuevas de Campanet – Suite über die Höhlen bei Campanet, Mallorca, Uraufführung 1990
- rondo incredibile, Uraufführung 1991 mit der AKKORDIA 1935 im SFB
- ...senza parole für Solo-Akkordeon und Akkordeon-Orchester, Uraufführung 1992
- cantare für Stimmvirtuosen, Keyboard und Kammerorchester, Uraufführung 1995 mit David Moss
- city-music für drei Bläser, Streichorchester und Radio, Uraufführung 1996 im Kammermusiksaal der Berliner Philharmonie
- Konzert für Alt-Saxophon und Orchester, Uraufführung 1997 in Amsterdam mit den Berliner Sinfonikern, Leitung Alun Francis
- Luftbrückenkonzert Fliegen, fliegen – Tag und Nacht, Uraufführung 1999 mit der Mezzo-Sopranistin Carolin Masur im Flughafen Tempelhof
- Threnos II – Der 11. September. Für die Opfer des Terroranschlages auf das New Yorker World Trade Center, Uraufführung 2002 im Berliner Konzerthaus
- Threnos III – sieben Miniaturen für Streichquartett, UA 2019
- Konzert für Klarinette und Kammerorchester, UA 2019 mit dem Berliner KammerOrchester, Solist Wenzel Fuchs
- des Weiteren ca. 200 Theater- und Bühnenmusiken 1992–2012

## Auszeichnungen
- 1997: 1. Preis der Paul-Woitschach-Stiftung im Kompositionswettbewerb Populäre Symphonik für sein Konzert für Alt-Saxophon und Orchester

## Diskographie
Mit Mell als Komponist, Arrangeur und Studiomusiker entstanden mehrere CD-Produktionen, so etwa in Zusammenarbeit mit dem Berliner KammerOrchester Einspielungen mit dem Oboisten Albrecht Mayer und zuletzt Musik in Preußen mit Werken von Giovanni Bononcini, Friedrich dem Großen, Luigi Boccherini, Felix Mendelssohn Bartholdy und Otto Nicolai.